# Oksskolten
Oksskolten je hora v Norsku, nacházející se v pohoří Okstindan 35 km jižně od města Mo i Rana. Administrativně náleží k obci Hemenes. Je vysoká 1916 m n. m. a je nejvyšším vrcholem kraje Nordland i celého regionu Severní Norsko. Prominence hory činí 1384 m a řadí ji na osmé místo v Norsku.
V blízkosti leží ledovec Okstindbreen a jezero Røssvatnet, byla zde vybudována turistická chata Kjennsvasshytta. V létě je místo navštěvováno turisty, k výstupu je nutná velmi dobrá kondice a stoupací železa. Z vrcholu je možno vidět až na Lofoty a do Švédska.
Název hory znamená v překladu „volská hlava“. Poprvé na Oksskolten vystoupil v roce 1883 Peder Stordal.